# Montagnieu (Isère)
Pour les articles homonymes, voir Montagnieu.
Montagnieu est une commune française située dans le département de l'Isère, en région Auvergne-Rhône-Alpes.
Située dans la vallée de l'Hien, la commune fut adhérente de l'ancienne commune de la communauté de communes de la Vallée de l'Hien. À la suite d'un regroupement, la commune est rattachée à la nouvelle communauté de communes des Vals du Dauphiné dont le siège est situé à La Tour-du-Pin, sous-préfecture de l'Isère et ville la plus proche.
Ses habitants sont dénommés les Montagnards.

## Géographie

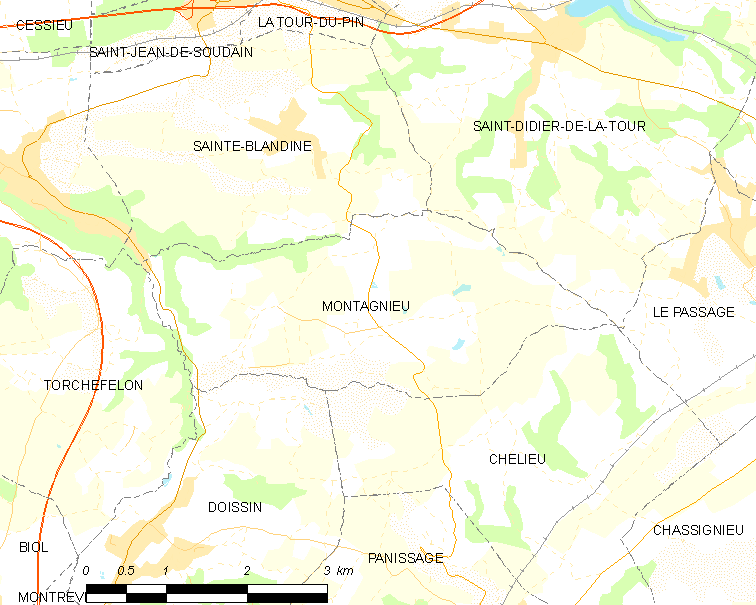
Plan de la commune de Montagnieu et des communes limitrophes

### Situation et description
Le territoire de la commune, situé au sud de l'agglomération de La Tour-du-Pin s'étend sur un plateau connue localement sous l'appellation de Terres froides. La surface de la commune est un terrain vallonné s'élevant à 413 mètres aux Rivières, 468 mètres à Montagnieu le Bas, 484 mètres au Perrin, 523 mètres au Serpent, 565 mètres au Mont Dormir pour culminer à 584 mètres au Carrefour du Grand Firmin, le point le plus élevé. La commune s'étend sur 882 hectares.
Montagnieu s'étale entre deux vallées. Au nord celle formée par la Bièvre, « Bier » ou « Bien », orthographes couramment employées). Au sud, celle formées par le ruisseau des Molles (de Tribouillon ou de Corognon des Rivaux). À l'ouest, c'est la vallée de l'Hien qui en ferme le territoire.
 Quant à l'est, les limites se confondent avec celles de Le Passage, de Saint-Didier-de-la-Tour et de Chélieu. Trois rivières forment donc les limites naturelles avec les communes voisines. La principale étant l'Hien qui prend sa source à Belmont et qui se jette dans la Bourbre entre Cessieu et Sérezin-de-la-tour. À l'ouest en limite avec Chélieu, des chemins communaux séparent les deux communes.

### Climat
Pour des articles plus généraux, voir Climat d'Auvergne-Rhône-Alpes et Climat de l'Isère.
En 2010, le climat de la commune est de type climat des marges montargnardes, selon une étude du Centre national de la recherche scientifique s'appuyant sur une série de données couvrant la période 1971-2000. En 2020, Météo-France publie une typologie des climats de la France métropolitaine dans laquelle la commune est exposée à un climat de montagne ou de marges de montagne et est dans la région climatique  Alpes du nord, caractérisée par une pluviométrie annuelle de 1 200 à 1 500 mm, irrégulièrement répartie en été. 
Pour la période 1971-2000, la température annuelle moyenne est de 10 °C, avec une amplitude thermique annuelle de 17,4 °C. Le cumul annuel moyen de précipitations est de 1 113 mm, avec 10,4 jours de précipitations en janvier et 6,6 jours en juillet. Pour la période 1991-2020, la température moyenne annuelle observée sur la station météorologique de Météo-France la plus proche, « Bourgoin », sur la commune de Bourgoin-Jallieu à 15 km à vol d'oiseau, est de 12,4 °C et le cumul annuel moyen de précipitations est de 844,0 mm,. Pour l'avenir, les paramètres climatiques de la commune estimés pour 2050 selon différents scénarios d'émission de gaz à effet de serre sont consultables sur un site dédié publié par Météo-France en novembre 2022.

### Hydrographie

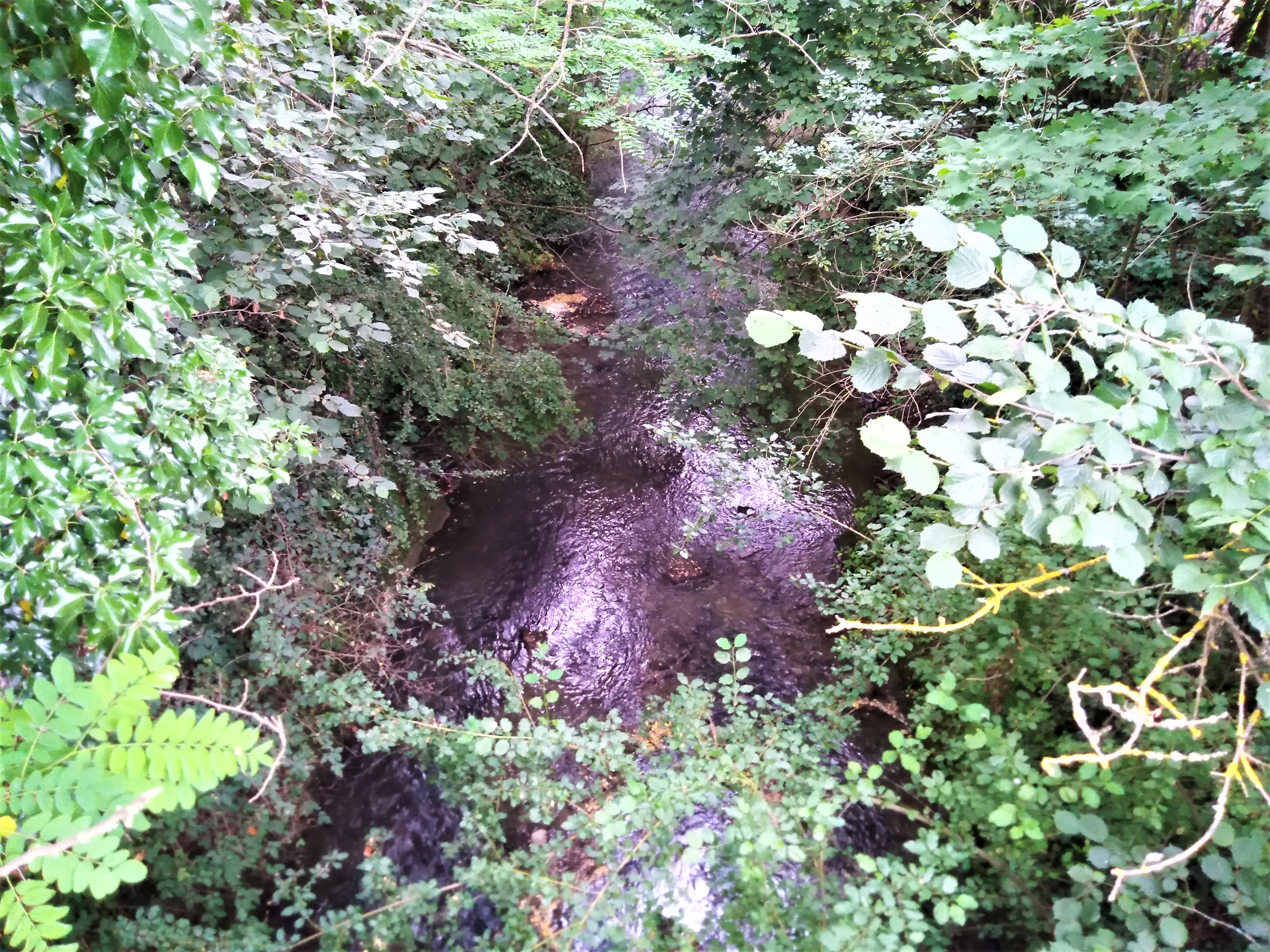
Le ruisseau de l'Hien

La commune est bordée dans sa partie occidentale par le ruisseau de l'Hien, affluent de la Bourbre et d'une longueur de 17,2 km et dans partie occidentale par le ruisseau des moulins, d'une longueur de 5 km

### Voies de communication et transport
Le territoire communal est sillonné par trois routes départementales, d'importance secondaire :
- La RD 51 qui relie le bourg de Montrevel, par détachement de la RD520, à la ville de La Tour-du-Pin traverse le bas de la commune en longeant le cours de l'Hien (hameau du Moulin de Cachard).
- La RD17 qui relie la commune de Val-de-Virieu par le bourg de Panissage à la commune de La Tour-du-Pin traverse le bourg central.
- La RD17e qui relie ses deux voies départementales traverse les hameaux de Martray et de Montagnieu-le-Haut.

La gare ferroviaire la plus proche est la gare de La Tour-du-Pin.

## Urbanisme

### Typologie
Au 1er janvier 2024, Montagnieu est catégorisée commune rurale à habitat dispersé, selon la nouvelle grille communale de densité à sept niveaux définie par l'Insee en 2022.
Elle est située hors unité urbaine et hors attraction des villes,.

### Occupation des sols
L'occupation des sols de la commune, telle qu'elle ressort de la base de données européenne d’occupation biophysique des sols Corine Land Cover (CLC), est marquée par l'importance des territoires agricoles (85 % en 2018), en diminution par rapport à 1990 (93,8 %). La répartition détaillée en 2018 est la suivante : 
terres arables (48,3 %), prairies (21,5 %), zones agricoles hétérogènes (15,2 %), zones urbanisées (8,8 %), forêts (6,2 %). L'évolution de l’occupation des sols de la commune et de ses infrastructures peut être observée sur les différentes représentations cartographiques du territoire : la carte de Cassini (XVIIIe siècle), la carte d'état-major (1820-1866) et les cartes ou photos aériennes de l'IGN pour la période actuelle (1950 à aujourd'hui).

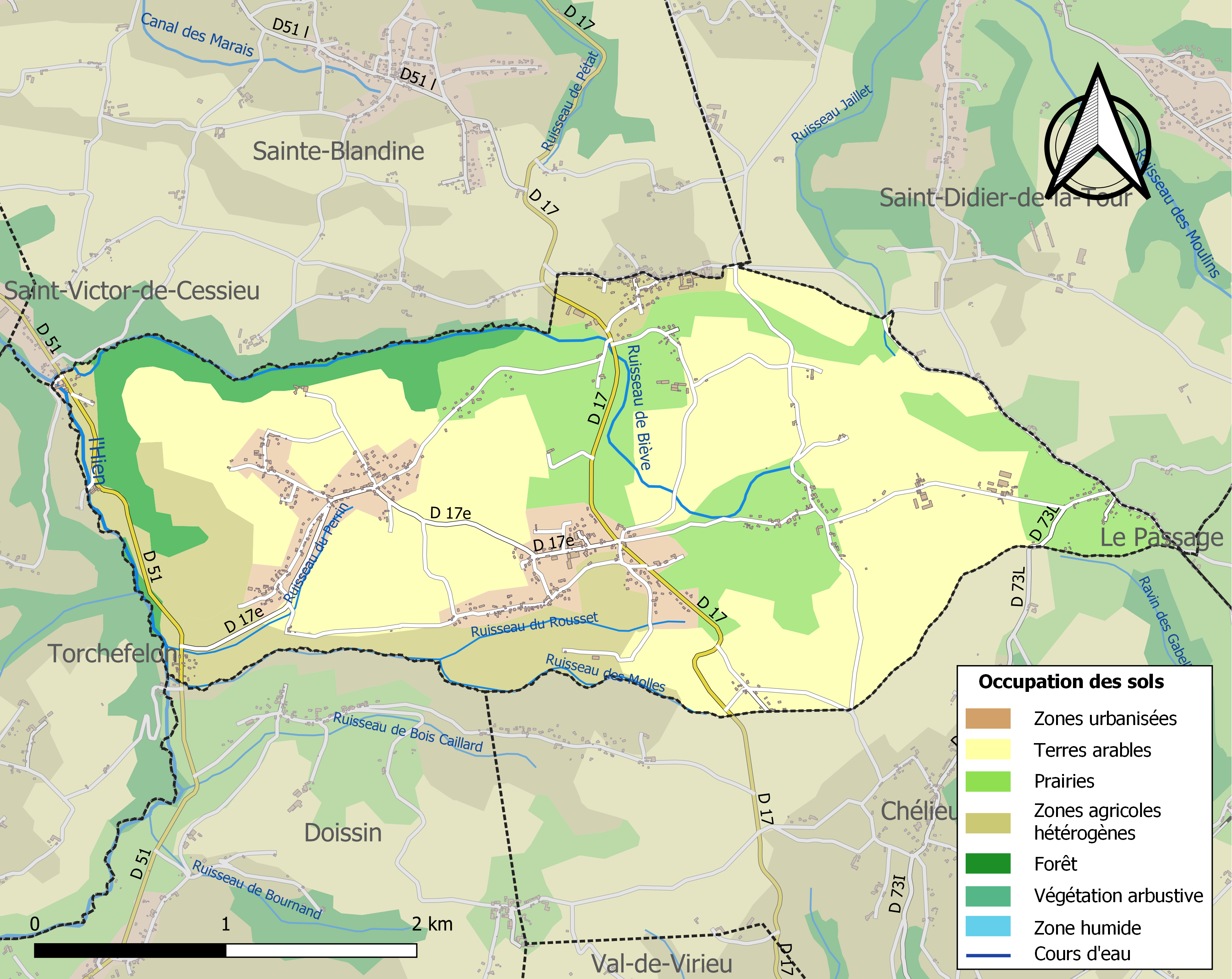
Carte des infrastructures et de l'occupation des sols de la commune en 2018 (CLC).

### Risques naturels et technologiques

#### Risques sismiques
L'ensemble du territoire de la commune de Montagnieu est situé en zone de sismicité n°3 (sur une échelle de 1 à 5), comme la plupart des communes de son secteur géographique.
| Type de zone | Niveau            | Définitions (bâtiment à risque normal) |
| ------------ | ----------------- | -------------------------------------- |
| Zone 3       | Sismicité modérée | accélération = 1,1 m/s2                |

## Toponymie
Un relief plutôt accidenté pourrait laissé supposer que son nom de Montagnieu vient de cette particularité. Ce n'est pas aussi simple que cela et ce serait faire des déductions un peu trop rapides. D'abord, toutes les communes environnantes ont le même relief accidenté, donc un raisonnement qui ne tient pas..
La réponse la plus vraisemblable vient des archives départementales de l'Isère: « La première mention de Montagnieu qui a été retrouvée remonte à l'an 956 en un texte où il est question d'une "Villa Montensis ».
Une autre version est avancée par un historien local, Henri Greffié de Bellecombe, qui indique que l'origine du nom pourrait être liée au domaine d'un Gallo-romain nommé Montanus et de ce domaine serait devenu la seigneurie de Montagnieu [réf. nécessaire].
Selon André Planck, auteur du livre L'origine du nom des communes du département de l'Isère, le nom de Montagnieu, issu du latin « Montanus » serait bien lié au relief et à sa situation géographique.

## Histoire

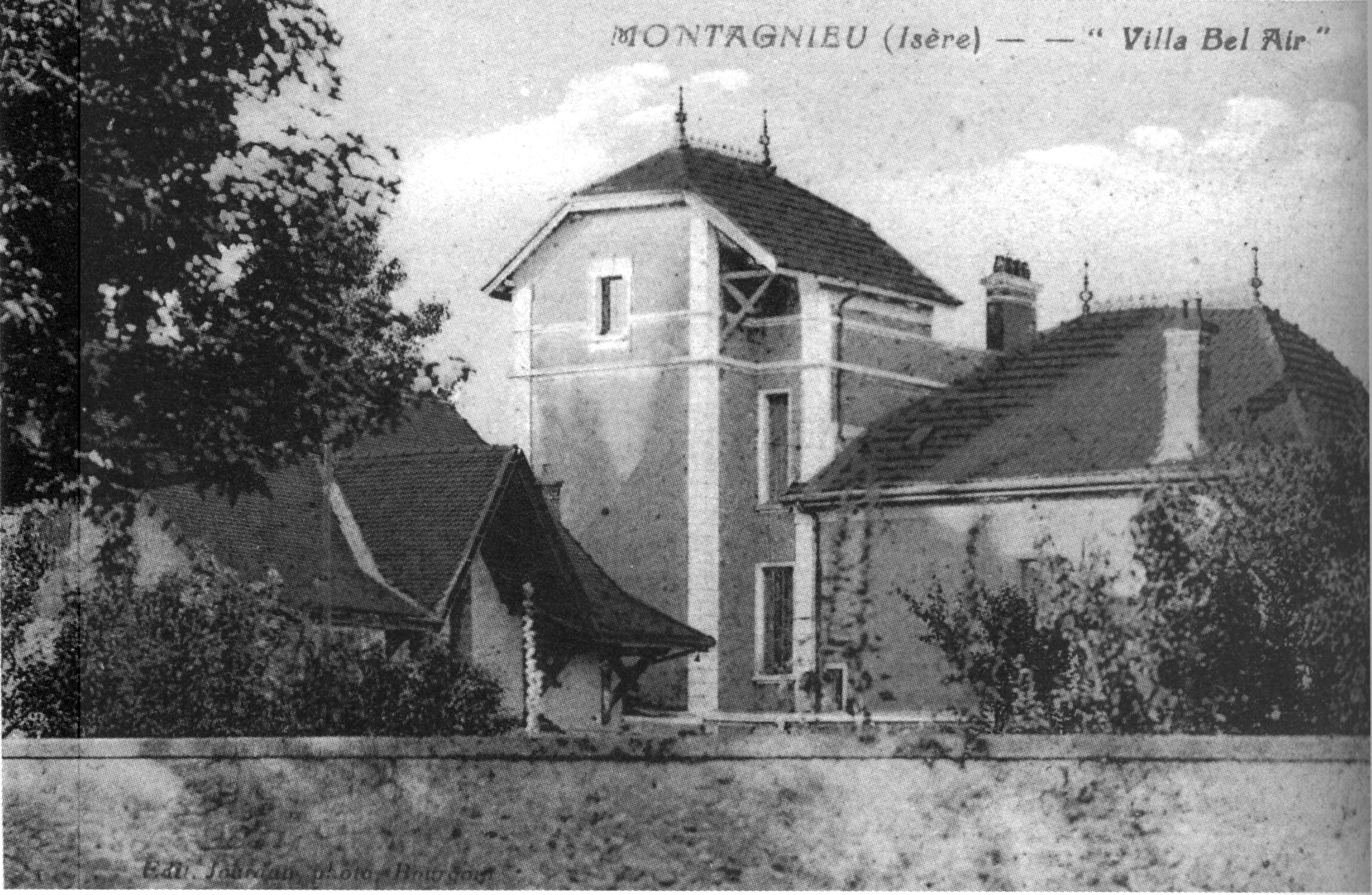
La villa "Bel Air" en 1930.

### Préhistoire et Antiquité
Le secteur actuel de la commune de Montagnieu se situe à l'ouest du territoire antique des Allobroges, ensemble de tribus gauloises occupant l'ancienne Savoie, ainsi que la partie du Dauphiné, située au nord de la rivière Isère.

## Politique et administration

### Liste des maires
| Période                                  | Période  | Identité       | Étiquette | Qualité              |
| ---------------------------------------- | -------- | -------------- | --------- | -------------------- |
| mars 2001                                | 2020     | Rémi Rabatel   | SE        | Agriculteur retraité |
| 2020                                     | En cours | Christelle Bas |           |                      |
| Les données manquantes sont à compléter. |          |                |           |                      |

## Population et société

### Démographie
L'évolution du nombre d'habitants est connue à travers les recensements de la population effectués dans la commune depuis 1793. Pour les communes de moins de 10 000 habitants, une enquête de recensement portant sur toute la population est réalisée tous les cinq ans, les populations de référence des années intermédiaires étant quant à elles estimées par interpolation ou extrapolation. Pour la commune, le premier recensement exhaustif entrant dans le cadre du nouveau dispositif a été réalisé en 2007.

En 2022, la commune comptait 1 171 habitants, en évolution de +11,1 % par rapport à 2016 (Isère : +3,07 %, France hors Mayotte : +2,11 %).
| 1793 | 1800 | 1806 | 1821 | 1831 | 1836 | 1841 | 1846 | 1851 |
| ---- | ---- | ---- | ---- | ---- | ---- | ---- | ---- | ---- |
| 694  | 506  | 733  | 774  | 776  | 776  | 827  | 779  | 767  |

| 1856 | 1861 | 1866 | 1872 | 1876 | 1881 | 1886 | 1891 | 1896 |
| ---- | ---- | ---- | ---- | ---- | ---- | ---- | ---- | ---- |
| 721  | 729  | 744  | 744  | 685  | 678  | 653  | 643  | 615  |

| 1901 | 1906 | 1911 | 1921 | 1926 | 1931 | 1936 | 1946 | 1954 |
| ---- | ---- | ---- | ---- | ---- | ---- | ---- | ---- | ---- |
| 577  | 570  | 540  | 509  | 540  | 532  | 530  | 473  | 567  |

| 1962 | 1968 | 1975 | 1982 | 1990 | 1999 | 2006 | 2007 | 2012 |
| ---- | ---- | ---- | ---- | ---- | ---- | ---- | ---- | ---- |
| 554  | 530  | 482  | 562  | 653  | 701  | 804  | 819  | 964  |

| 2017  | 2022  | - | - | - | - | - | - | - |
| ----- | ----- | - | - | - | - | - | - | - |
| 1 084 | 1 171 | - | - | - | - | - | - | - |

### Enseignement
La commune est rattachée à l'académie de Grenoble (Zone A).

### Médias
Historiquement, le quotidien à grand tirage Le Dauphiné libéré consacre, chaque jour, y compris le dimanche, dans son édition du Nord-Isère, un ou plusieurs articles à l'actualité du canton et de la commune, ainsi que des informations sur les éventuelles manifestations locales, les travaux routiers, et autres événements divers à caractère local.
La commune est située sur l'aire de diffusion de radio Ici Isère, une radio publique qui émet sur tout le territoire du département de l'Isère.

### Cultes
La communauté catholique et l'église de Montagnieu (propriété de la commune) dépendent de la paroisse Sainte-Anne qui est, elle-même, rattachée au diocèse de Grenoble-Vienne.

## Économie

### Commerces et industries
Le village comprend un restaurant, un bar-restaurant et une usine de plasturgie.

## Culture locale et patrimoine

### Lieux et monuments

#### Le Château du Châtelard

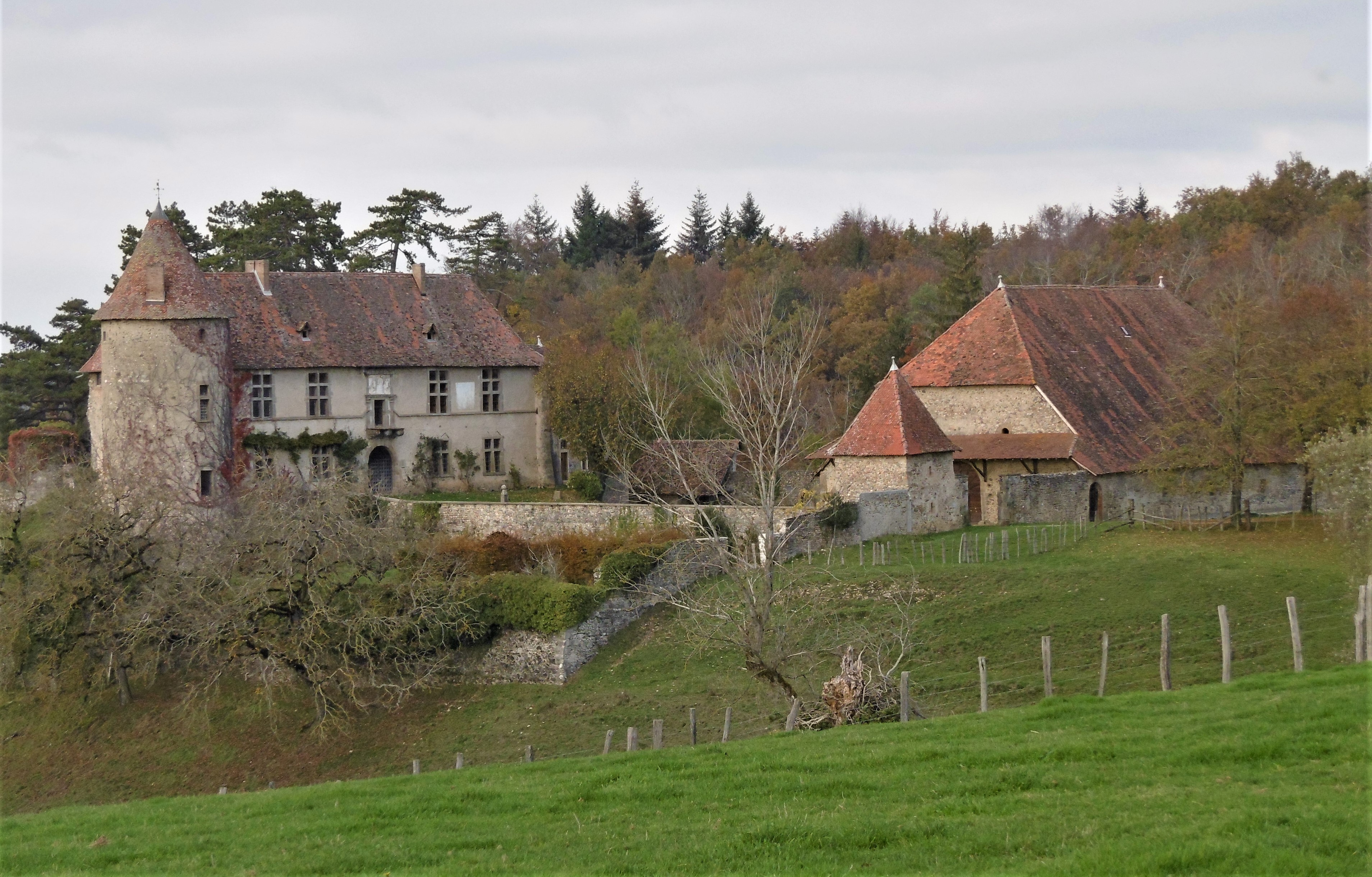
Château du Chatelard

Le Château du Châtelard  date des XIVe et XVIIe siècles, inscrit partiellement au titre des monuments historiques par arrêté du 30 janvier 1989. Les éléments protégés sont les façades et les toitures du corps de logis (à l'exception du bâtiment nord), les vestiges de l'enceinte, le pavillon d'entrée et la grange.
Propriété d'une personne privée, le château est fermé au public, il semble avoir été construit à l’emplacement d’un ancien oppidum, il est cité Domus Fortis Cappela de Castellarioau au XVe siècle.

#### Autres monuments

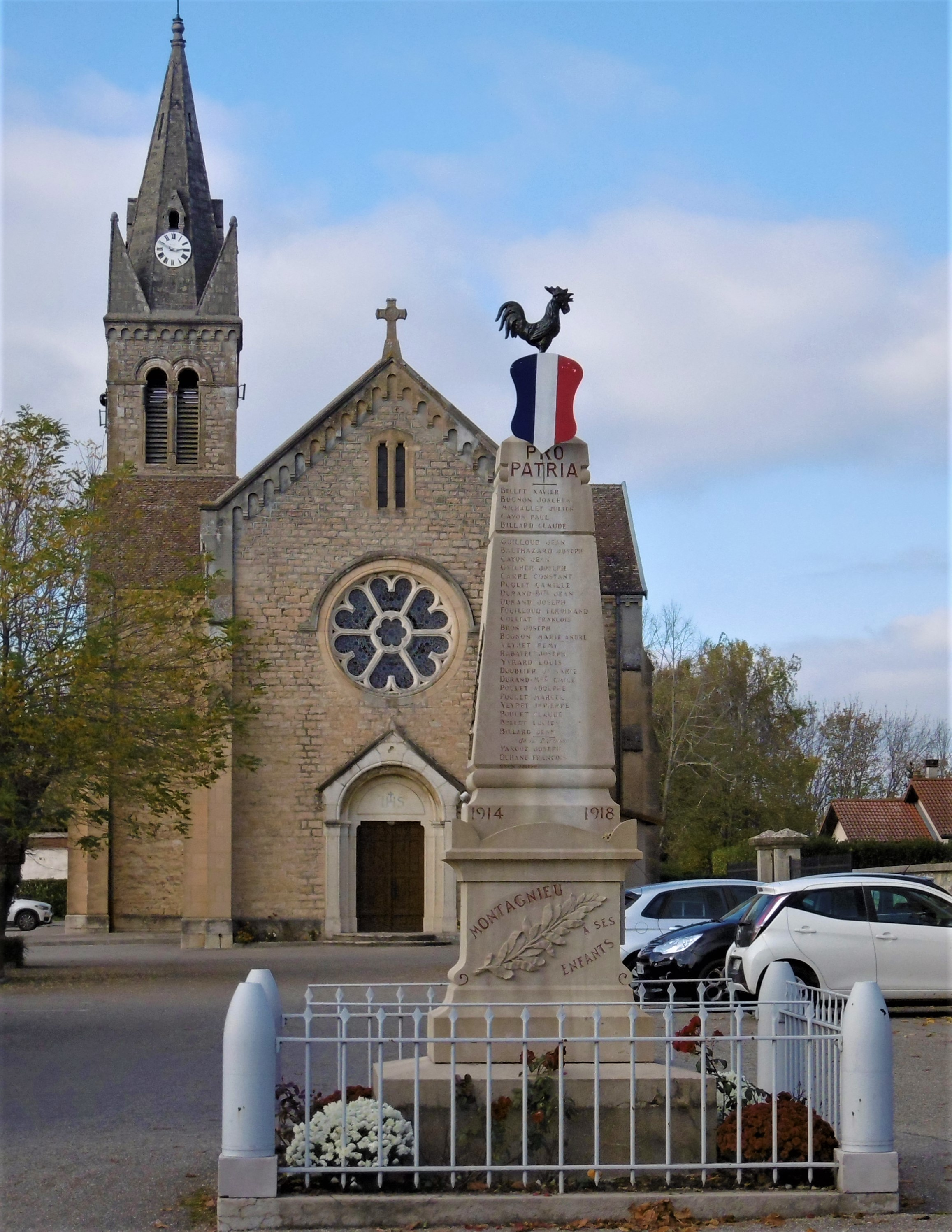
Église et monument aux morts de Montagnieu

La commune compte également quelques petits monuments :
- l'église paroissiale Saint-Pierre de Montagnieu
- le monument aux morts
- le pont Sainte Marguerite Mion.
- le château de Marlieu (en limite de la commune voisine de Sainte-Blandine).

#### Sites naturels
- les Trois Têtes, site naturel.
- la ZNIEFF de la vallée de l'Hien (partagée avec d'autres communes)[25].

### Personnalités liées à la commune
- Docteur Melchior Joseph Marmonnier, 1813-1890. Médecin, maire de Domène, associé d’Aristide Bergès. Honoré en Isère comme le précurseur de la transfusion sanguine[26].
- Henri-Augustin Rabatel, 1894-1973. Aviateur, pilote de chasse, as de la Première Guerre mondiale, est né dans la commune.

### Héraldique, logotype et devise
| Blason de Montagnieu | Blason  | De gueules au lion d'or, armé de sable; à la bande componée de sable et d'azur, chaque compon de sable chargé de cinq bâtons ondés et alésés en pal, d'argent et ordonnés en croix. |
| Blason de Montagnieu | Détails | Le statut officiel du blason reste à déterminer. |